# Émile Claparède
Pour les articles homonymes, voir Claparède.
Émile Claparède, né le 2 mars 1902 à Béziers (France) et mort le 3 août 1967 à Montpellier (France), est un homme politique français. Il est également un joueur de rugby à XV puis un dirigeant au sein de l'AS Béziers.

## Biographie
Émile Claparède naît le 2 mars 1902 à Béziers dans le département français de l'Hérault. Il est fils de commerçants spécialisés dans le négoce de produits agricoles et viticoles.
Très tôt, il devient musicien et se distingue dans cette activité. Pratiquant l'équitation, il termine deuxième du concours hippique international de la ville de Béziers. Toujours au niveau sportif, il excelle dans les pratiques comme l'athlétisme ainsi que le tir de précision,.
Dès la fin de ses études au lycée Henri-IV de Béziers, il commence à développer le domaine viticole qu'il possède et qui s'avère être une réussite.
Il est incorporé au 502e régiment de chars de combat, à Béziers, et fait la connaissance des joueurs de l'équipe militaire de rugby à XV basée à la caserne Du Guesclin, Gutierrez, Pierre Moureu et Lucien Serin. Il intègre l'équipe et joue notamment une rencontre remportée contre le Stade toulousain puis joue un match contre l'équipe de France. Jules Cadenat, fondateur et joueur de l'AS Béziers, l'invite à rejoindre le club biterrois. En 1923, il joue au club et est un joueur polyvalent, évoluant aussi bien pilier qu'ailier, ou encore deuxième ligne.
En 1932, il est conseiller d'arrondissement. Trois ans plus tard, il devient adjoint au maire jusqu'à l'occupation, en 1940, décidant de se retirer de la vie publique. Parallèlement, en 1939, il devient président de la fédération départementale du Parti radical-socialiste jusqu'en 1967.
Dès 1943, il devient le président de l'AS Béziers. En septembre 1944, il acte le passage du club au rugby à XIII. Cette situation dure jusqu'en fin d'année puis le club revient à XV au mois de janvier 1945. Durant la fin de son mandat, il initie les premiers contacts avec l'Association sportive des cheminots biterrois (ASCB). Il quitte la présidence du club en 1945 et Louis Viennet, fondateur du club et premier président, lui succède. Ce dernier mène a bien le projet de fusion avec l'ASCB initié par Émile Claparède et le club s'appelle désormais l'Association sportive biterroise cheminots Béziers (ASBCB).
À la Libération, en 1944, sur demande du préfet, il rentre à la Chambre de Commerce et en devient le président jusqu'en 1956. À partir de 1948 et jusqu'en 1967, il est sénateur radical-socialiste de l'Hérault. Il est sénateur de l'Hérault du groupe de la Gauche démocratique et du Rassemblement des gauches républicaines. Élu le 7 novembre 1948, il est réélu le 19 juin 1955. Sa fin de mandat est le 26 avril 1959.
En parallèle, de 1953 à 1967, il est maire de Béziers. Pendant son mandat, en 1961, il reçoit l'AS Béziers après son premier titre de champion de France. Mais aussi, du 17 juin au 30 septembre 1957, il est secrétaire d'État aux affaires marocaines et tunisiennes du gouvernement Maurice Bourgès-Maunoury. De plus, il est secrétaire d'État à l'Information du gouvernement Félix Gaillard du 11 novembre 1957 au 15 avril 1958.
Le 3 août 1967, il est victime d'un accident de la route près de Bagnols-sur-Cèze dans le département du Gard. Il meurt à la polyclinique de Montpellier,. Il est inhumé au cimetière neuf de Béziers.

## Distinctions
- Chevalier de la Légion d'honneur